# Rivière Daunais
Pour les articles homonymes, voir Daunais.
La rivière Daunais est un tributaire de la rive nord de la rivière aux Feuilles dont les eaux coulent vers l'est et se jettent sur le littoral ouest de la baie d'Ungava. La rivière Daunais coule dans le territoire non organisé de Rivière-Koksoak, dans la région du Nunavik, dans la région administrative du Nord-du-Québec, au Québec, au Canada.

## Géographie
Les bassins versants voisins de la rivière Daunais sont :
- côté nord : lac Létourneux, rivière La Goudalie ;
- côté est : rivière aux Feuilles ;
- côté sud : rivière aux Feuilles ;
- côté ouest : Lac Minto.

La rivière Daunais prend sa source d'un petit plan d'eau (longueur : 0,6 km).
À partir du lac de tête, la rivière coule sur 10,9 km vers le sud-ouest, en traversant sept lacs, jusqu'à la rive nord d'un lac sans nom que le courant traverse sur 2,1 km vers l'est. À partir de l'embouchure de ce lac, le courant coule sur 18,9 km vers le nord-est, jusqu'à l'embouchure de la rivière Daunais.
Le courant de la rivière Daunais se déverse dans la rivière aux Feuilles à 2,3 km en amont de l'embouchure de la rivière Nedlouc ; et en aval du lac Minto, en aval de la rivière Irsuaq (rive sud) et en aval de la rivière Charpentier (rive sud) lesquels sont des affluents de la rivière aux Feuilles.

## Toponymie
Le mot Daunais est un patronyme de famille d'origine française.
Le toponyme rivière Daunais a été officialisé le 12 février 1973 à la Commission de toponymie du Québec.